# بخش فوربش-بوله-موزل
بخش فوربش-بوله-موزل (به فرانسوی: Arrondissement de Forbach-Boulay-Moselle) یک بخش در فرانسه است که در موزل واقع شده‌است.